# Filip Štojdl

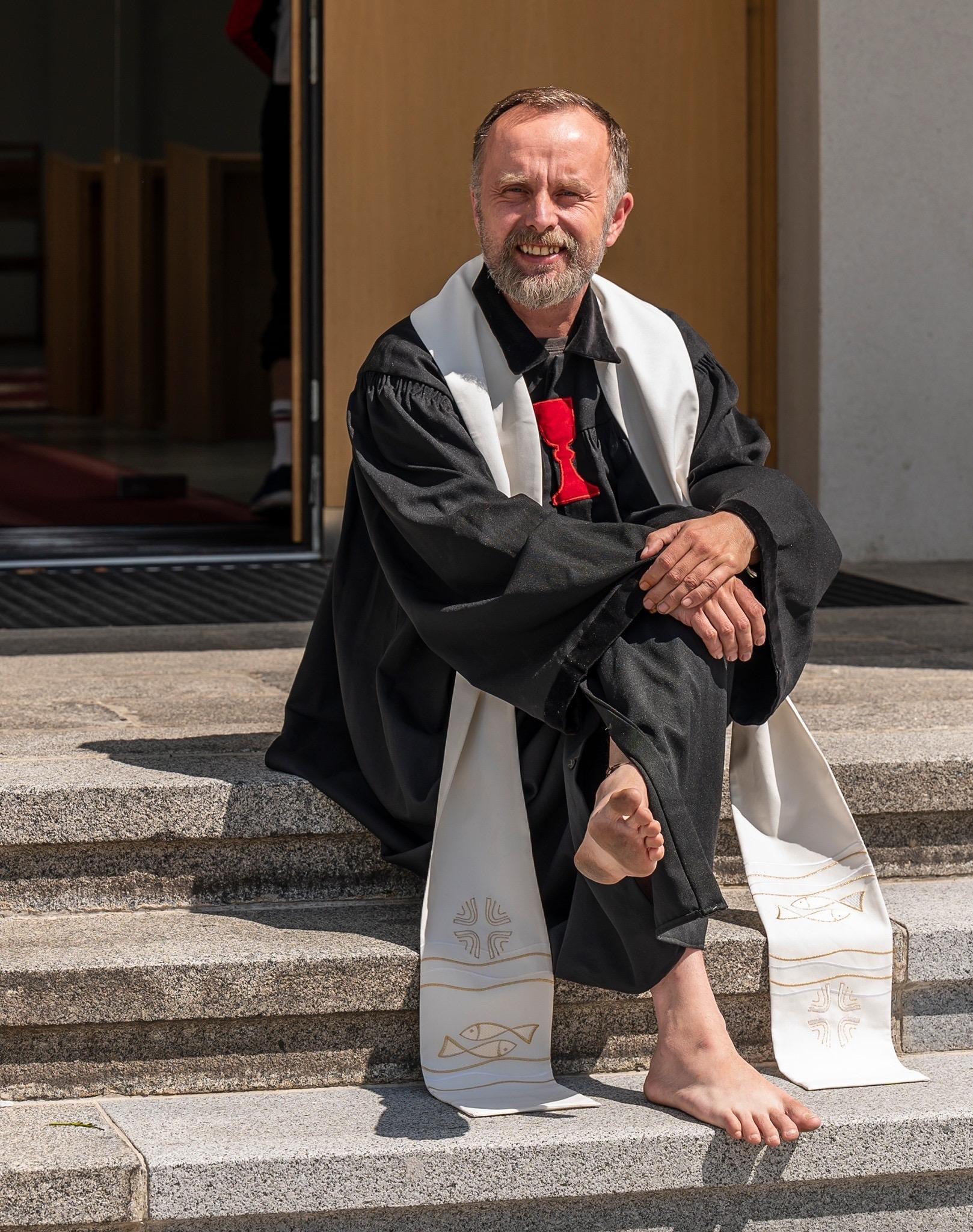
Filip Štojdl jako biskup před husitským kostelem v Mirovicích

Filip Michael Štojdl (* 1. září 1975, Podbořany) je bývalým duchovním Církve československé husitské, od 21. dubna 2012 do roku 2023 byl biskupem plzeňské diecéze CČSH. Věnuje se fotografii, publikační činnosti, a duchovnímu doprovázení lidí s duševním trápením.

## Život
V roce 1995 absolvoval Obchodní akademii v Písku, poté studoval teologii na pražské Husitské teologické fakultě Univerzity Karlovy a Ruprechto-Karlově univerzitě v Heidelbergu. Má dceru Elišku Marii (* 1999) a syna Jakuba Jana (* 2007). Žije s básnířkou Marikou Janou Mariewicz.[zdroj?]
Husitskou teologickou fakultu Univerzity Karlovy absolvoval v roce 2000 s titulem Mgr. Dne 16. dubna 2001 přijal svátost svěcení kněžstva. Působil jako člen diecézního kárného výboru a církevního kárného výboru. Byl také členem plzeňské diecézní rady. Je kaplanem sjednocené maltsko-pařížské obedience Vojenského a špitálního řádu sv. Lazara Jaruzalémského. V roce 2012 byl zvolen biskupem plzeňské diecéze CČSH.
Dne 6. března 2023 na biskupský úřad rezignoval. Nadále však v plzeňské diecézi zůstává jako řadový duchovní. Byl ustanoven duchovním správcem náboženských obcí v Mirovicích a Březnici. Diecézní rada jej následně 6. listopadu téhož roku převedla do pozice duchovního při diecézní radě s působností v náboženských obcích Písek a Prachatice. Dne 18. srpna 2024 byl rozhodnutím plzeňské diecéze z pozice duchovního odvolán a tím současně postaven mimo duchovenskou službu. Dopisem ze dne 17. listopadu 2024 pak z Československé církve husitské vystoupil.

## Fotografie
Dlouhodobě se věnuje fotografii, přičemž jej zajímají především témata těla a zátiší. Jeho práce byly již několikrát vystaveny v Praze, Přelouči, Písku a v Mirovicích.

## Publikace
- Když přicházejí andělé (soubor krátkých úvah a reflexí), Institut Plzeňské diecéze Církve Československé husitské, 2017, ISBN 978-80-906526-1-3
- S Marií na poušti, Institut Plzeňské diecéze Církve Československé husitské, 2020, ISBN 978-80-270-7562-1[9]